# Donald Ray Pollock

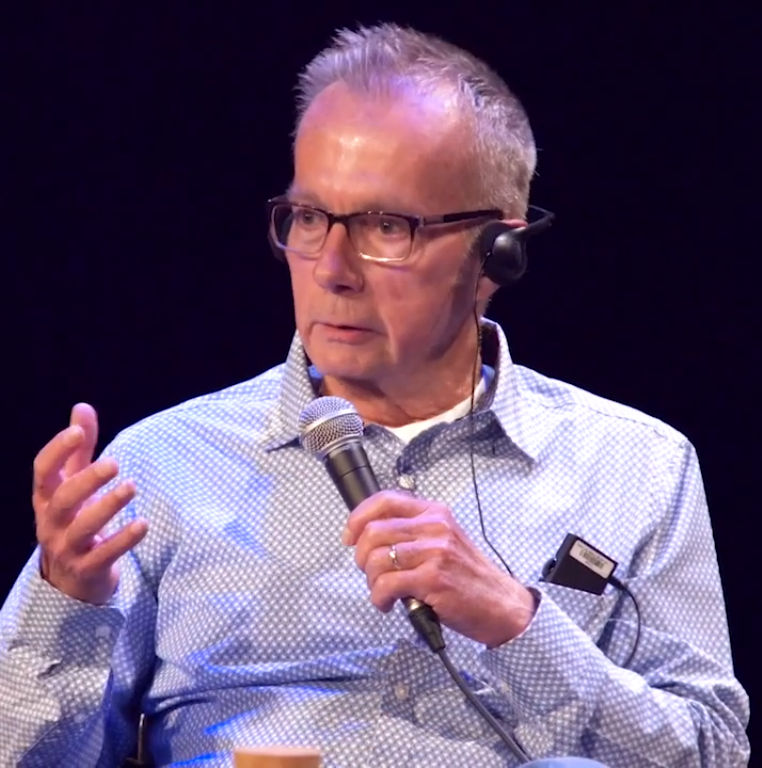
Donald Ray Pollock, 2019

Donald Ray Pollock (* 23. Dezember 1954 in Knockemstiff, Ohio) ist ein US-amerikanischer Schriftsteller.

## Leben
Pollock wuchs in Knockemstiff auf, einer mittlerweile zur Geisterstadt verkommenen gemeindefreien Ansiedlung im zentralen Süden von Ohio. Sein gesamtes Erwachsenenleben verbrachte er jedoch im benachbarten Chillicothe. Mit 17 Jahren brach er die Schule ab, arbeitete zunächst in einem Schlachthof und anschließend als Lastwagenfahrer und Werksarbeiter in einer Papiermühle.
Erst mit 45 Jahren begann Pollock mit dem Schreiben. Seine erste Kurzgeschichte mit dem Titel Bactine reichte er zur Veröffentlichung in der Zeitschrift The Journal ein, der Literaturzeitschrift des Fachbereichs für Englische Literatur an der Ohio State University. Eine der Herausgeberinnen war so beeindruckt von seiner Arbeit, dass sie Pollock 2005 überredete, den Studiengang für Kreatives Schreiben an der Hochschule zu besuchen.
2008 erschien im Verlagshaus Doubleday Pollocks Sammlung von Kurzgeschichten unter dem Titel Knockemstiff. Die New York Times veröffentlichte darüber hinaus im selben Jahr seine Wahlberichte aus dem Süden Ohios während der Präsidentschaftswahl. Pollocks Werke erschienen seitdem in diversen literarischen Zeitschriften, darunter Epoch, Sou'wester, Granta, Third Coast, River Styx, The Journal, Boulevard und PEN America. Sein erster Roman The Devil All the Time (deutsch Das Handwerk des Teufels) wurde mehrfach ausgezeichnet und diente als Grundlage für den 2020 erschienenen gleichnamigen Film.

## Preise und Auszeichnungen
2009 erhielt Pollock den Robert W. Bingham Prize und den Devil's Kitchen Award für Prosa der Southern Illinois University Carbondale. Sein Roman The Devil All the Time führte Publishers Weekly als eines von zehn Büchern des Jahres 2011. Die französische Ausgabe wurde mit dem renommierten Grand prix de littérature policière sowie dem Prix Mystère de la critique ausgezeichnet. 2013 erreichte  Das Handwerk des Teufels den dritten Platz des Deutschen Krimi-Preises in der Kategorie Internationaler Krimi und 2017 sein Roman Die himmlische Tafel den ersten Platz in eben dieser Kategorie.

## Werke
- Knockemstiff. Doubleday Books, New York 2008.
  - Knockemstiff. (deutsch von Peter Torberg), Liebeskind, München 2013, ISBN 978-3-95438-014-5.
  - Knockemstiff. (deutsch von Peter Torberg, Taschenbuch), Wilhelm Heyne Verlag, München 2015, ISBN 978-3-453-67678-7.
- The Devil All The Time. Roman. 2011.
  - Das Handwerk des Teufels. (deutsch von Peter Torberg), Liebeskind, München 2012, ISBN 978-3-935890-85-4.
  - Das Handwerk des Teufels. (deutsch von Peter Torberg, Taschenbuch), Wilhelm Heyne Verlag, München 2015, ISBN 978-3-453-43692-3.
- The Heavenly Table. Roman. 2016.
  - Die himmlische Tafel. (deutsch von Peter Torberg), Liebeskind, München 2016, ISBN 978-3-95438-065-7.